# Іван Перишич
І́ван Пе́ришич (хорв. Ivan Perišić, нар. 2 лютого 1989, Спліт, Хорватія) — хорватський футболіст, півзахисник збірної Хорватії та нідерландського «ПСВ».

## Клубна кар'єра
Вихованець юнацької команди футбольного клубу «Хайдук» з рідного міста. У 17-річному віці зацікавив скаутів французького «Сошо» та перебрався до Франції.
Пробитися до основної команди не зміг, 2009 року був відправлений в оренду до бельгійського «Руселаре».
Своєю грою за цю команду привернув увагу представників тренерського штабу клубу «Брюгге», які ініціювали викуп трансферу гравця. До складу «Брюгге» приєднався 2009 року. Відіграв за команду наступні два сезони своєї ігрової кар'єри. Більшість часу, проведеного у складі «Брюгге», був основним гравцем команди. У складі «Брюгге» був одним з головних бомбардирів команди, маючи середню результативність на рівні 0,39 гола за гру першості.
2011 року перейшов до «Боруссії» (Дортмунд). Протягом свого дебютного сезону у Німеччині, за результатами якого «Боруссія» захистила чемпіонський титул, Перишич відіграв за дортмундський клуб 28 матчів в національному чемпіонаті, забивши 7 голів. Проте в наступному сезоні почав отримувати менше ігрового часу, через що поконфліктував з наставником команди Юргеном Клоппом і зовсім втратив можливість грати за дортмундців.
Через це 6 січня 2013 року перейшов за 8 мільйонів євро до «Вольфсбурга», за який відіграв два з половиною сезони.
30 серпня 2015 року новим клубом Перишича став італійський «Інтернаціонале», який сплатив за трансфер хорвата 16 мільйонів євро і уклав з ним п'ятирічний контракт. У міланській команді відразу став ключовим гравцем у центрі поля.
13 серпня 2019 мюнхенська «Баварія» оголосила про перехід Перишича на правах оренди до завершення сезону 2019/20 з правом подальшого викупу. Протягом сезону відіграв за баварців 35 матчів в усіх турнірах, забивши 8 голів.
По завершенні терміну оренди «Баварія» була зацікавлена залишити хорвата у своїх лавах, утім не змогла узгодити з «Інтернаціонале» умови його переходу, і у вересні 2020 Перишич повернувся до міланської команди.
31 травня 2022 року контракт з Перишичем як з вільним агентом підписав лондонський «Тоттенгем Готспур», а там Іван возз'єднався зі своїм минулим по «Інтеру» тренером Антоніо Конте. Він став п’ятим хорватом, що підписав контракт зі «шпорами».

## Виступи за збірні
2005 року дебютував у складі юнацької збірної Хорватії, взяв участь у 8 іграх на юнацькому рівні.
Протягом 2009—2010 років залучався до складу молодіжної збірної Хорватії. На молодіжному рівні зіграв у 8 офіційних матчах, забив 3 голи.
У березні 2011 року дебютував в офіційних матчах у складі національної збірної Хорватії. А вже наступного року був учасником Євро-2012, де взяв участь у всіх трьох матчах своєї команди, яка не подолала груповий етап.
На чемпіонаті світу 2014 року хорвати знову не змогли вийти до плей-оф, а Перишич знову відіграв в усіх матчах групового етапу, а також відзначився двома голами — забив один з чотирьох голів «картатих» у ворота Камеруну (4:0), а також гол престижу у програному 1:3 матчі проти мексиканців.
На Євро-2016 також став автором двох голів на груповому етапі. Спочатку відкрив рахунок у грі проти збірної Чехії, яка завершилася унічию 2:2. А в заключному турі забив вирішальний м'яч у виграному 2:1 протистоянні з діючими континентальними чемпіонами, іспанцями. Провів повністю на полі і матч 1/8 фіналу проти майбутніх переможців першості, португальців, який хорватська команда програла з рахунком 0:1 у додатковий час.
Чемпіонат світу 2018 року також провів як гравець основного складу і допоміг команді здобути «срібло» мундіалю. Був автором трьох голів на турнірі, включаючи гол у ворота Англії у грі півфіналу, який зрівняв рахунок зустрічі, перевівши її в овертайм, в якому хорватам вдалося вирвати перемогу. Також зрівняв рахунок й у фінальній грі, однак згодом хорватам вдалося забити лише один гол, а їх суперникам, збірній Франції, — три.
| Дата       | Місто           | Господарі          | Результат             | Гості              | Турнір                               | Голи | Примітки  |
| ---------- | --------------- | ------------------ | --------------------- | ------------------ | ------------------------------------ | ---- | --------- |
| 26-3-2011  | Тбілісі         | Грузія             | 1 – 0                 | Хорватія           | Відбір до ЧЄ 2012                    | -    | 61'       |
| 29-3-2011  | Сен-Дені        | Франція            | 0 – 0                 | Хорватія           | товариський матч                     | -    | 71'       |
| 3-6-2011   | Спліт           | Хорватія           | 2 – 1                 | Грузія             | Відбір до ЧЄ 2012                    | -    | 71'       |
| 2-9-2011   | Та-Калі         | Мальта             | 1 – 3                 | Хорватія           | Відбір до ЧЄ 2012                    | -    | 68'       |
| 7-10-2011  | Афіни           | Греція             | 2 – 0                 | Хорватія           | Відбір до ЧЄ 2012                    | -    | 52'       |
| 11-10-2011 | Рієка           | Хорватія           | 2 – 0                 | Латвія             | Відбір до ЧЄ 2012                    | -    | 59'       |
| 15-11-2011 | Загреб          | Хорватія           | 0 – 0                 | Туреччина          | Відбір до ЧЄ 2012                    | -    | 62'       |
| 29-2-2012  | Загреб          | Хорватія           | 1 – 3                 | Швеція             | товариський матч                     | -    | 67'       |
| 25-5-2012  | Пула            | Хорватія           | 3 – 1                 | Естонія            | товариський матч                     | -    | 46'       |
| 2-6-2012   | Осло            | Норвегія           | 1 – 1                 | Хорватія           | товариський матч                     | -    | 63'       |
| 10-6-2012  | Познань         | Ірландія           | 1 – 3                 | Хорватія           | ЧЄ 2012 - 1-й етап                   | -    | 89'       |
| 14-6-2012  | Познань         | Італія             | 1 – 1                 | Хорватія           | ЧЄ 2012 - 1-й етап                   | -    | 68'       |
| 18-6-2012  | Гданськ         | Хорватія           | 0 – 1                 | Іспанія            | ЧЄ 2012 - 1-й етап                   | -    | 65'       |
| 15-8-2012  | Спліт           | Хорватія           | 2 – 4                 | Швейцарія          | товариський матч                     | -    | 46'       |
| 7-9-2012   | Загреб          | Хорватія           | 1 – 0                 | Північна Македонія | Відбір до ЧС 2014                    | -    |           |
| 11-9-2012  | Брюссель        | Бельгія            | 1 – 1                 | Хорватія           | Відбір до ЧС 2014                    | 1    |           |
| 12-10-2012 | Скоп'є          | Північна Македонія | 1 – 2                 | Хорватія           | Відбір до ЧС 2014                    | -    |           |
| 16-10-2012 | Осієк           | Хорватія           | 2 – 0                 | Уельс              | Відбір до ЧС 2014                    | -    | 85'       |
| 7-6-2013   | Загреб          | Хорватія           | 0 – 1                 | Шотландія          | Відбір до ЧС 2014                    | -    | 56'       |
| 10-6-2013  | Женева          | Хорватія           | 0 – 1                 | Португалія         | товариський матч                     | -    | 73'       |
| 6-9-2013   | Белград         | Сербія             | 1 – 1                 | Хорватія           | Відбір до ЧС 2014                    | -    | 57'       |
| 10-9-2013  | Чонджу          | Південна Корея     | 1 – 2                 | Хорватія           | товариський матч                     | -    | 81'       |
| 11-10-2013 | Загреб          | Хорватія           | 1 – 2                 | Бельгія            | Відбір до ЧС 2014                    | -    | 46'       |
| 15-10-2013 | Единбург        | Шотландія          | 2 – 0                 | Хорватія           | Відбір до ЧС 2014                    | -    | 69'       |
| 15-11-2013 | Рейк'явік       | Ісландія           | 0 – 0                 | Хорватія           | Відбір до ЧС 2014                    | -    |           |
| 19-11-2013 | Загреб          | Хорватія           | 2 – 0                 | Ісландія           | Відбір до ЧС 2014                    | -    |           |
| 5-3-2014   | Берн            | Швейцарія          | 2 – 2                 | Хорватія           | товариський матч                     | -    | 75'       |
| 31-5-2014  | Осієк           | Хорватія           | 2 – 1                 | Малі               | товариський матч                     | 2    | 67'       |
| 6-6-2014   | Сальвадор       | Хорватія           | 1 – 0                 | Австралія          | товариський матч                     | -    | 67'       |
| 12-6-2014  | Сан-Паулу       | Бразилія           | 3 – 1                 | Хорватія           | ЧС 2014 - 1-й етап                   | -    |           |
| 18-6-2014  | Манаус          | Камерун            | 0 – 4                 | Хорватія           | ЧС 2014 - 1-й етап                   | 1    | 78'       |
| 23-6-2014  | Ресіфі          | Хорватія           | 1 – 3                 | Мексика            | ЧС 2014 - 1-й етап                   | 1    |           |
| 10-10-2014 | Софія (місто)   | Болгарія           | 0 – 1                 | Хорватія           | Відбір до ЧЄ 2016                    | -    |           |
| 13-10-2014 | Осієк           | Хорватія           | 6 – 0                 | Азербайджан        | Відбір до ЧЄ 2016                    | 2    | 24'       |
| 16-11-2014 | Мілан           | Італія             | 1 – 1                 | Хорватія           | Відбір до ЧЄ 2016                    | 1    | 65'       |
| 28-3-2015  | Загреб          | Хорватія           | 5 – 1                 | Норвегія           | Відбір до ЧЄ 2016                    | 1    |           |
| 7-6-2015   | Вараждин        | Хорватія           | 4 – 0                 | Гібралтар          | товариський матч                     | -    | 57'       |
| 12-6-2015  | Спліт           | Хорватія           | 1 – 1                 | Італія             | Відбір до ЧЄ 2016                    | -    |           |
| 3-9-2015   | Баку            | Азербайджан        | 0 – 0                 | Хорватія           | Відбір до ЧЄ 2016                    | -    | 83'       |
| 6-9-2015   | Осло            | Норвегія           | 2 – 0                 | Хорватія           | Відбір до ЧЄ 2016                    | -    |           |
| 10-10-2015 | Загреб          | Хорватія           | 3 – 0                 | Болгарія           | Відбір до ЧЄ 2016                    | 1    | 86'       |
| 13-10-2015 | Та-Калі         | Мальта             | 0 – 1                 | Хорватія           | Відбір до ЧЄ 2016                    | 1    | 90+2'     |
| 17-11-2015 | Ростов-на-Дону  | Росія              | 1 – 3                 | Хорватія           | товариський матч                     | -    |           |
| 23-3-2016  | Осієк           | Хорватія           | 2 – 0                 | Ізраїль            | товариський матч                     | 1    |           |
| 26-3-2016  | Будапешт        | Угорщина           | 1 – 1                 | Хорватія           | товариський матч                     | -    | 63'       |
| 27-5-2016  | Копривниця      | Хорватія           | 1 – 0                 | Молдова            | товариський матч                     | -    | 46'       |
| 4-6-2016   | Рієка           | Хорватія           | 10 – 0                | Сан-Марино         | товариський матч                     | 1    |           |
| 12-6-2016  | Париж           | Туреччина          | 0 – 1                 | Хорватія           | ЧЄ 2016 - 1-й етап                   | -    | 87'       |
| 17-6-2016  | Сент-Етьєн      | Чехія              | 2 – 2                 | Хорватія           | ЧЄ 2016 - 1-й етап                   | 1    |           |
| 21-6-2016  | Бордо           | Хорватія           | 2 – 1                 | Іспанія            | ЧЄ 2016 - 1-й етап                   | 1    | 88' 90+4' |
| 25-6-2016  | Ланс            | Хорватія           | 0 – 1 д.ч.            | Португалія         | ЧЄ 2016 - 1/8 фіналу                 | -    |           |
| 5-9-2016   | Загреб          | Хорватія           | 1 – 1                 | Туреччина          | Відбір до ЧС 2018                    | -    |           |
| 6-10-2016  | Шкодер (місто)  | Косово             | 0 – 6                 | Хорватія           | Відбір до ЧС 2018                    | 1    |           |
| 9-10-2016  | Тампере         | Фінляндія          | 0 – 1                 | Хорватія           | Відбір до ЧС 2018                    | -    |           |
| 12-11-2016 | Загреб          | Хорватія           | 2 – 0                 | Ісландія           | Відбір до ЧС 2018                    | -    | 90+4'     |
| 28-3-2017  | Таллінн         | Естонія            | 3 – 0                 | Хорватія           | товариський матч                     | -    | кап.      |
| 11-6-2017  | Рейк'явік       | Ісландія           | 1 – 0                 | Хорватія           | Відбір до ЧС 2018                    | -    |           |
| 2-9-2017   | Загреб          | Хорватія           | 1 – 0                 | Косово             | Відбір до ЧС 2018                    | -    |           |
| 5-9-2017   | Ескішехір       | Туреччина          | 1 – 0                 | Хорватія           | Відбір до ЧС 2018                    | -    | 66'       |
| 6-10-2017  | Рієка           | Хорватія           | 1 – 1                 | Фінляндія          | Відбір до ЧС 2018                    | -    |           |
| 9-10-2017  | Київ            | Україна            | 0 – 2                 | Хорватія           | Відбір до ЧС 2018                    | -    |           |
| 9-11-2017  | Загреб          | Хорватія           | 4 – 1                 | Греція             | Відбір до ЧС 2018                    | 1    |           |
| 12-11-2017 | Афіни           | Греція             | 0 – 0                 | Хорватія           | Відбір до ЧС 2018                    | -    | 86'       |
| 24-3-2018  | Маямі           | Перу               | 2 – 0                 | Хорватія           | товариський матч                     | -    | 77'       |
| 3-6-2018   | Ліверпуль       | Бразилія           | 2 – 0                 | Хорватія           | товариський матч                     | -    |           |
| 8-6-2018   | Осієк           | Хорватія           | 2 – 1                 | Сенегал            | товариський матч                     | 1    |           |
| 16-6-2018  | Калінінград     | Хорватія           | 2 – 0                 | Нігерія            | ЧС 2018 - 1-й етап                   | -    |           |
| 21-6-2018  | Нижній Новгород | Аргентина          | 0 – 3                 | Хорватія           | ЧС 2018 - 1-й етап                   | -    | 82'       |
| 26-6-2018  | Ростов-на-Дону  | Ісландія           | 1 – 2                 | Хорватія           | ЧС 2018 - 1-й етап                   | 1    |           |
| 1-7-2018   | Нижній Новгород | Хорватія           | 1 – 1 д.ч. (3-2 п.п.) | Данія              | ЧС 2018 - 1/8 фіналу                 | -    | 97'       |
| 7-7-2018   | Сочі            | Росія              | 2 – 2 д.ч. (3-4 п.п.) | Хорватія           | ЧС 2018 - чвертьфінал                | -    | 63'       |
| 11-7-2018  | Москва          | Хорватія           | 2 – 1 д.ч.            | Англія             | ЧС 2018 - півфінал                   | 1    |           |
| 15-7-2018  | Москва          | Франція            | 4 – 2                 | Хорватія           | ЧС 2018 - Фінал                      | 1    |           |
| 6-9-2018   | Лісабон         | Португалія         | 1 – 1                 | Хорватія           | товариський матч                     | 1    | 30' 63'   |
| 11-9-2018  | Ельче           | Іспанія            | 6 – 0                 | Хорватія           | Ліга націй УЄФА 2018-2019 - 1-й етап | -    |           |
| 12-10-2018 | Рієка           | Хорватія           | 0 – 0                 | Англія             | Ліга націй УЄФА 2018-2019 - 1-й етап | -    | 68'       |
| 15-11-2018 | Загреб          | Хорватія           | 3 – 2                 | Іспанія            | Ліга націй УЄФА 2018-2019 - 1-й етап | -    | 88'       |
| 18-11-2018 | Лондон          | Англія             | 2 – 1                 | Хорватія           | Ліга націй УЄФА 2018-2019 - 1-й етап | -    |           |
| 21-3-2019  | Загреб          | Хорватія           | 2 – 1                 | Азербайджан        | Відбір до ЧЄ 2020                    | -    |           |
| 24-3-2019  | Будапешт        | Угорщина           | 2 – 1                 | Хорватія           | Відбір до ЧЄ 2020                    | -    |           |
| 8-6-2019   | Осієк           | Хорватія           | 2 – 1                 | Уельс              | Відбір до ЧЄ 2020                    | 1    | 90+3'     |
| 11-6-2019  | Вараждин        | Хорватія           | 1 – 2                 | Туніс              | товариський матч                     | -    | 55'       |
| 6-9-2019   | Братислава      | Словаччина         | 0 – 4                 | Хорватія           | Відбір до ЧЄ 2020                    | 1    |           |
| 9-9-2019   | Баку            | Азербайджан        | 1 – 1                 | Хорватія           | Відбір до ЧЄ 2020                    | -    |           |
| 10-10-2019 | Спліт           | Хорватія           | 3 – 0                 | Угорщина           | Відбір до ЧЄ 2020                    | -    | 60'       |
| 13-10-2019 | Кардіфф         | Уельс              | 1 – 1                 | Хорватія           | Відбір до ЧЄ 2020                    | -    |           |
| 16-11-2019 | Рієка           | Хорватія           | 3 – 1                 | Словаччина         | Відбір до ЧЄ 2020                    | 1    | 81'       |
| 19-11-2019 | Пула            | Хорватія           | 2 – 1                 | Грузія             | товариський матч                     | 1    | кап. 75'  |
| 5-9-2020   | Порту           | Португалія         | 4 – 1                 | Хорватія           | Ліга націй УЄФА 2020-2021 - 1-й етап | -    | 61'       |
| 8-9-2020   | Сен-Дені        | Франція            | 4 – 2                 | Хорватія           | Ліга націй УЄФА 2020-2021 - 1-й етап | -    | кап. 66'  |
| Усього     |                 | Матчів (9 місце)   | 90                    |                    | Голів (4 місце)                      | 26   |           |

## Титули і досягнення

### Командні
- Чемпіон Німеччини (2):

«Боруссія» (Дортмунд): 2011–12
«Баварія»: 2019–20
- Володар Кубка Німеччини (3):

«Боруссія» (Дортмунд): 2011–12
«Вольфсбург»: 2014–15
«Баварія»: 2019–20
- Володар Суперкубка Німеччини (1):

«Вольфсбург»: 2015
- Переможець Ліги чемпіонів УЄФА (1):

«Баварія»: 2019–20
- Чемпіон Італії (1):

«Інтернаціонале»: 2020–21
- Володар Кубка Італії (1):

«Інтернаціонале»: 2021–22
- Володар Суперкубка Італії (1):

«Інтернаціонале»: 2021
- Чемпіон Нідерландів (1):

ПСВ: 2024–25
- Володар Суперкубка Нідерландів (1):

ПСВ: 2025
Збірні
- Віце-чемпіон світу: 2018
- Бронзовий призер чемпіонату світу: 2022

### Особисті
- Найкращий бомбардир сезону в Лізі Жупіле: 2010-11 (22 голи)
- Футболіст року в Бельгії: 2011
- Гравець місяця Ередивізі: травень 2025[6]
- Команда місяця Ередивізі: травень 2025[7]